# Пужмесь-Тукля
Пужме́сь-Тукля́ (рос. Пужмесь-Тукля) — присілок в Увинському районі Удмуртії, Росія.

## Населення
Населення — 114 осіб (2010; 138 в 2002).
Національний склад станом на 2002 рік:
- удмурти — 69 %
- росіяни — 30 %

## Урбаноніми[3]
- вулиці — Зелена, Південна, Центральна, Шкільна